# Star Kiran
Star Kiran é um canal de televisão paga de entretenimento geral indiano em língua oriá, de propriedade da Disney Star (anteriormente Star India), uma subsidiária da The Walt Disney Company India. O canal foi lançado em 6 de junho de 2022. Transmite séries e programas de televisão em oriá. Diz-se que traz o primeiro canal de televisão HD em oriá no país.

## Lançamento
Star Kiran com sua versão HD, foi lançado em 6 de junho de 2022.

## Etimologia
A palavra Kiran (କିରଣ) significa raio de luz na língua oriá. O slogan da Star Kiran é Eithu Arambha, Eithi Sambhaba, que significa "Começa daqui, é possível aqui" na língua oriá.

## Funções
O canal tem uma variedade de programas e filmes. Também fez um programa especial do Raja Festival com celebridades de Ollywood conhecidas como "Banaste Daakila Gaja". O canal também organizou um evento especial para o Dia da Independência de 2022 como "Ude Triranga" e Dussehra Show com elencos Star Kiran Serial conhecidos como "Aama Ghara Dussehra".